# بویوتسی
بویوتسی (به صربی: Boljevci) یک منطقهٔ مسکونی در صربستان است که در Surčin واقع شده‌است. بویوتسی ۶۰٫۳۰ کیلومتر مربع مساحت و ۴٬۰۹۴ نفر جمعیت دارد.